# NGC 5595
NGC 5595 est une galaxie spirale intermédiaire (barrée ?) située dans la constellation de la Balance. Sa vitesse par rapport au fond diffus cosmologique est de 2 960 ± 18 km/s, ce qui correspond à une distance de Hubble de 43,7 ± 3,1 Mpc (∼143 millions d'al). NGC 5595 a été découverte par l'astronome germano-britannique William Herschel en 1784.
La classe de luminosité de NGC 5595 est III et elle présente une large raie HI. Elle renferme également des régions d'hydrogène ionisé. La luminosité de NGC 5595 dans l'infrarouge lointain (de 40 à 400 µm)  est égale à 3,24 × 1010 {\displaystyle L_{\odot }} (1010,51{\displaystyle L_{\odot }}) et sa luminosité totale dans l'infrarouge (de 8 à 1 000 µm) est de 4,07 × 1010 {\displaystyle L_{\odot }} (1010,61{\displaystyle L_{\odot }}).
À ce jour, 17 mesures non basées sur le décalage vers le rouge (redshift) donnent une distance de 29,776 ± 5,744 Mpc (∼97,1 millions d'al), ce qui est nettement à l'extérieur des valeurs de la distance de Hubble. Notons que c'est avec la valeur moyenne des mesures indépendantes, lorsqu'elles existent, que la base de données NASA/IPAC calcule le diamètre d'une galaxie et qu'en conséquence le diamètre de NGC 5595 pourrait être d'environ 30,4 kpc (∼99 200 al) si on utilisait la distance de Hubble pour le calculer.
NGC 5595 et NGC 5597 sont des voisines sur la sphère céleste et elles sont à peu près à la même distance de Hubble. Elles apparaissent toutes deux dans l'atlas des galaxies en interaction de Boris Vorontsov-Velyaminov, R.I. Noskova et de Vera Arkhipova.

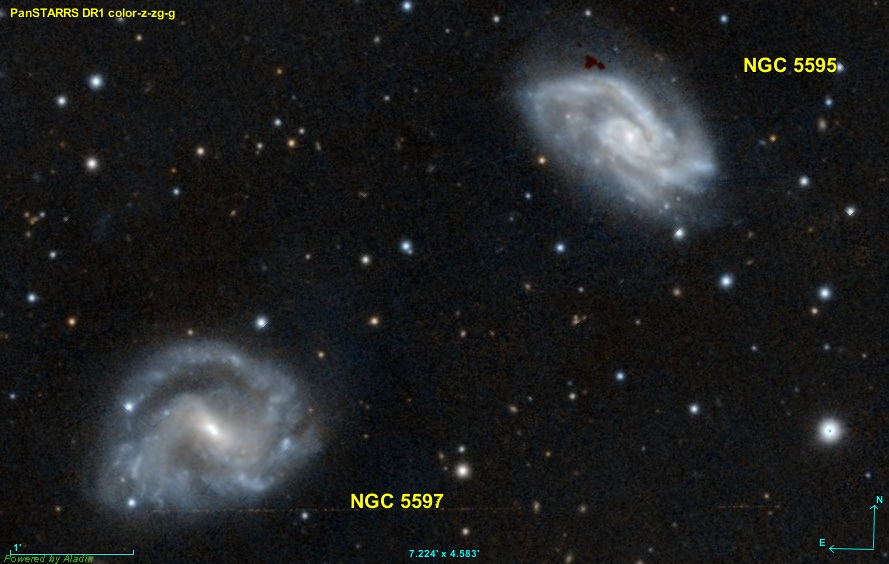
La paire de galaxies NGC 5595 et NGC 5597.